# Incompatibilidad cruzada
En las angiospermas, los granos de polen de una especie pueden germinar en el estigma y crecer en el estilo de otra especie. No obstante, el crecimiento de los tubos polínicos puede ser detenido en algún punto entre el estigma y los óvulos, de modo que la fecundación  no se lleva a cabo. Este mecanismo de aislamiento reproductivo es muy frecuente y recibe el nombre de incompatibilidad cruzada o incongruencia. Esta barrera puede resultar de la falta de información para una función determinada en uno de los participantes de la interacciòn (el polen o el pistilo) con respecto a la de la otra especie,  o puede deberse a genes que funcionen específicamente para reconocer el origen externo del polen y bloquear una reacción que, de otro modo, sería compatible.
Existe una relación entre la autoincompatibilidad y el fenómeno de incompatibilidad cruzada. Así, en general, los cruzamientos entre individuos de una especie autocompatible (AC) con individuos de una especie autoincompatible (AI) dan descendencia híbrida. Por el contrario, el cruzamiento recíproco (o sea, hembra AI x macho AC) no produce descendencia debido a que los tubos polínicos no logran llegar hasta los óvulos. Este fenómeno se conoce como incompatibilidad unilateral, el cual ocurre, además, cuando se cruzan dos especies AC o dos especies AI entre sí.